# Thriocerodes corporaali
Thriocerodes corporaali is een keversoort uit de familie mierkevers (Cleridae). De wetenschappelijke naam van de soort en het nieuwe geslacht Thriocerodes zijn voor het eerst geldig gepubliceerd in 1947 door Albert Wolcott en Henry Dybas.
De soortnaam verwijst naar Johannes Bastiaan Corporaal uit Amsterdam, uit wiens verzameling het specimen afkomstig was dat Wolcott en Dybas beschreven. De soort komt voor in Queensland (Australië).